# Biograf Český ráj
Biograf Český ráj je jednosálové kino nacházející se v Jičíně v Královéhradeckém kraji v budově z roku 1923. Budovu vlastní město Jičín a provozuje ho jeho příspěvková organizace Kulturní zařízení města Jičína (zkratkou také KZMJ). Před poslední rekonstrukcí mělo kino 357 sedadel. Po rozsáhlé rekonstrukci, která proběhla v letech 2017 a 2018, má kinosál 153 míst včetně balkonu. Kinosál je vybaven objektovým zvukovým systémem Dolby Atmos a projektorem s rozlišení 4K s možností 3D promítání.

## Historie
O stavbu nového kinosálu se zasazovala korporace Bio Český ráj, družstvo válečných poškozenců v Jičíně, společenstvo s ručením omezeným, která byla založena 26. dubna 1922 a získala koncesi pro promítání filmu. Stavbě odporoval jičínský Sokol, který provozoval kino ve své budově. Stavba budovy byla započata v únoru 1923. Původně plány budovy projektoval Ing. František Holeček, nakonec však byla budova postavena podle projektu pražské firmy Gröger, Hemerka a spol. Celková cena stavby se vyšplhala na 1 200 000 korun a byla slavnostně otevřena 16. prosince 1923.
Od počátku budova nesloužila pouze k promítání filmů, ale také k divadelním představením, koncertům a dalším kulturním událostem. Mezi lety 1925 a 1938 předsedal družstvu MUDr. Josef Mrňák, představitel divadelního spolku Intimní scéna. Na jeho počest byla budova v roce 1940 přejmenována na Mrňákovo divadlo. Po 2. světové válce už zůstalo jen u promítání filmů a došlo k přejmenování na Kino Svět. Mezi lety 1957 a 1958 proběhla generální rekonstrukce včetně nového technického vybavení. K navrácení k původnímu názvu kina nakonec bylo přistoupeno v roce 1994 z rozhodnutí městského zastupitelstva.
V roce 2017 započala rozsáhlá rekonstrukce, jejímž autorem byl projektový ateliér David z Liberce. Rekonstrukce spočívala v navrácení k původnímu vzhledu budovy, snížení kapacity sálu ve prospěch zázemí pro návštěvníky a v modernizaci audiovizuální techniky sálu. V průběhu rekonstrukce probíhalo promítání filmů v kulturním domě ve Valdicích. Cena rekonstrukce měla být podle původního plánu 34,9 milionu korun bez DPH, nakonec, kvůli vícepracím, vzrostla finální cena asi o pět milionů korun. Kino bylo znovuotevřeno 15. června 2018.